# Wisch (Oste)
Wisch ist ein Ortsteil der Gemeinde Hechthausen in der niedersächsischen Samtgemeinde Hemmoor im Landkreis Cuxhaven.

## Geschichte

### Eingemeindungen
Am 1. Juli 1972 wurde Wisch in die Gemeinde Hechthausen eingegliedert.

### Einwohnerentwicklung
| Jahr | Einwohner | Quelle |
| ---- | --------- | ------ |
| 1824 | 00–0 ¹    | [ 3 ]  |
| 1848 | 0172 ²    | [ 4 ]  |
| 1910 | 137       | [ 5 ]  |
| 1925 | 120       | [ 6 ]  |
| 1933 | 117       | [ 6 ]  |
| 1939 | 096       | [ 6 ]  |
| 1950 | 180       | [ 1 ]  |

¹ 36 Feuerstellen

² in 34 Häusern

## Politik

### Gemeinderat und Bürgermeister
Die Ortschaft Wisch wird vom Rat der Gemeinde Hechthausen vertreten.

### Wappen
Der Entwurf des Kommunalwappens von Wisch stammt von dem Heraldiker und Wappenmaler Albert de Badrihaye, der zahlreiche Wappen im Landkreis Cuxhaven erschaffen hat.
| Wappen von Wisch | Blasonierung: „Geteilt durch einen grünen Balken; oben: in Silber zwei gestürzte blaue Sterne; unten: in Silber drei aufsteigende blaue Spitzen.“ |
| Wappen von Wisch | Wappenbegründung: Der grüne Balken versinnbildlicht den Ortsnamen Wisch = Wiese. Die Sterne sind dem Wappen des Geschlechtes von Uffeln entlehnt, das im Ort Grundbesitz hatte. Die drei blauen Spitzen in Silber bilden das Wappen der Familie Marschalck von Bachtenbrock, die seit dem Spätmittelalter hier begütert ist. |

## Kultur und Sehenswürdigkeiten
Baudenkmale
→ Siehe: Liste der Baudenkmale in Hechthausen